# Concepción Guerrero
Concepción Guerrero fue una amiga y novia del escritor argentino Jorge Luis Borges, con quien mantuvo un noviazgo hasta finales de 1924. Esta joven de bella cabellera que su madre no aprobaba fue el amor de Borges durante tres años. Dada la oposición de los padres de su novia, sus encuentros tenían lugar en casa de Norah Lange. 

## La novia de Borges
A mediados de la década del 20 el creador de Ficciones frecuentaba la casa de la familia Lange, en Tronador al 1700. Centro de reuniones literarias, allí se leían poemas y se escuchaba música. En una de sus tantas visitas a la residencia conoció a Concepción Guerrero, una muchacha de 16 años con largas trenzas y grandes ojos oscuros. Se declararon su mutuo amor en las modestas calles que en aquel momento pertenecían a «Villa Mazzini». Este barrio, delimitado por las avenidas De los Incas, Álvarez Thomas, Olazábal y Melián, fue cortado en dos por la calle Pampa (hoy La Pampa). La mitad norte fue absorbida por Villa Urquiza y la mitad sur por Villa Ortúzar. La musa de los textos que configuraron Fervor de Buenos Aires (1923), primer libro de poemas de Borges, fue esta muchacha. El académico y poeta Angel Mazzei recuerda que Borges, para verse al atardecer con su amada, salía de Palermo a mediodía y caminaba hasta Villa Urquiza.
A pesar de la oposición de ambas familias, la pareja formalizó un noviazgo que duró cerca de tres años y sobrevivió al alejamiento provocado por el viaje de la familia Borges a Europa. A ella le dedicó el poema Sábados (a mi novia, Concepción Guerrero), que se incluyó en Fervor de Buenos Aires, de 1923. 

En nuestro amor hay una pena
que se parece al alma...
Tú
que ayer sólo eras toda la hermosura
eres también todo el amor, ahora.

Borges también le dedicó la primera edición de  El tamaño de mi esperanza: «A la señorita Concepción Guerrero, con la admiración y el respeto de Georgie». Pero la relación no progresó y se disolvió.